# Афурино
Афурино — деревня в Великоустюгском районе Вологодской области.
Входит в состав Юдинского сельского поселения, с точки зрения административно-территориального деления — в Юдинский сельсовет.
Расстояние по автодороге до районного центра Великого Устюга — 7 км, до центра муниципального образования Юдино — 8 км. Ближайшие населённые пункты — Хорхорино, Горка, Кульнево.
По переписи 2002 года население — 12 человек.
В Афурино родился Серафим Платонович Парняков (1913—1987) — советский учёный в области приборостроения, Герой Социалистического Труда, лауреат Государственной премии СССР.